# Triacutus subcuticularis
Triacutus subcuticularis är en svampart som beskrevs av G.L. Barron & Tzean 1981. Triacutus subcuticularis ingår i släktet Triacutus, divisionen sporsäcksvampar och riket svampar.   Inga underarter finns listade i Catalogue of Life.